# Шерозия, Давид Андреевич
Давид Андреевич Шерозия (1924 год, село Ахалсопели, ССР Грузия) — звеньевой колхоза имени Берия Ахалсопельского сельсовета Зугдидского района, Грузинская ССР. Герой Социалистического Труда (1948).

## Биография
Родился в 1924 году в крестьянской семье в селе Ахалсопели Зугдидского уезда. Окончил местную сельскую школу. С конца 1930-х годов трудился рядовым колхозником в колхозе имени Берия Зугдидского района (с 1953 года — колхоз имени Ленина). В послевоенные годы — звеньевой комсомольско-молодёжного полеводческого звена в этом же колхозе.
В 1947 году звено под его руководством собрало в среднем с каждого гектара по 81,2 центнера кукурузы на площади 3 гектара. Указом Президиума Верховного Совета СССР от 21 февраля 1948 года удостоен звания Героя Социалистического Труда за «получение высоких урожаев кукурузы и пшеницы в 1947 году» с вручением ордена Ленина и золотой медали «Серп и Молот» (№ 819).
Этим же указом званием Героя Социалистического Труда были награждены председатель колхоза Антимоз Михайлович Рогава, бригадиры Макрина Бахвовна Губеладзе, Саверьян Уджуевич Джабуа, звеньевые Силован Читиевич Губеладзе и Порфирий Михайлович Кукава.
В последующие годы трудился бригадиром в колхозе имени Берия Зугдидского района.
После выхода на пенсию проживал в родном селе Ахалсопели Зугдидского района.
Награды
- Герой Социалистического Труда
- Орден Ленина
- Медаль «За трудовое отличие» (08.04.1971)